# Roche North
La roche North (/nɔɹθ/, en anglais : North Rock) est une île du golfe du Maine. La souveraineté de l'île est disputée par le Canada et les États-Unis, au même titre que sa voisine Machias Seal.